# كلارنس إي. براندون سينيور
كلارنس إي. براندون سينيور (بالإنجليزية: Clarence E. Brandon, Sr.)‏ هو ملحن أمريكي، ولد في 1887، وتوفي في 1962.